# Île des Poireaux
Pour les articles homonymes, voir Île des Poireaux.
L'île des Poireaux (en italien : isola dei Porri) est une île italienne située dans le canal de Malte en Sicile et appartenant administrativement à Ispica.

## Description
Elle s'étend sur environ 150 m de longueur pour 125 m de largeur. L'île est composée principalement de trois roches. La végétation y est pratiquement inexistante à l'exception de poireaux (Allium ampeloprasum) dont elle tient son nom. 

## Histoire
En 1989, des squelettes humains y ont été trouvés et datés du Xe siècle. Il est supposé qu'il s'agisse des restes de la famille de Ziyadat Allah III, un des derniers émirats de Tunisie qui, en 903, craignant un complot contre lui, a tué son père, son oncle et une trentaine d'autres membres de la cour et en a fait expédier les restes sur l'île.